# 村山涉
村山涉，（11月4日—）。日本女性漫畫家。東京都出身。血型A型。已婚。

## 连载中作品
- 恋爱烦恼（Jump改創刊号(2011年6月25日 - 連載中、既刊2巻）
- 不可小瞧的三角關係（月刊Comic Birz2012年1月号 - 連載中、既刊2巻）長鴻出版社代理

### 過去作品
- 不高兴的灰姑娘
- 沙漠珊瑚
- 魔石之谜
- 破坏神露露可
- 阪急电车
- TWIN'S GAME
- 他和她的(宅)2（月刊Comic Birz）長鴻出版社代理

## 外部連結
- 箱庭仙界～TOP～ - Mag Garden官方網站。
- 村山渉は今日も元気です。 （页面存档备份，存于） - 本人的網誌。
- 村山渉は今日も元気です。 （页面存档备份，存于） - 本人的個人網站。